# بیگ آیوی (تنسی)
بیگ آیوی (به انگلیسی: Big Ivy) یک منطقهٔ مسکونی در ایالات متحده آمریکا است که در شهرستان هاردین، تنسی واقع شده‌است. بیگ آیوی ۱۶۴٫۹ متر بالاتر از سطح دریا واقع شده‌است.